# General Electric CF6
General Electric CF6 je dvogredni visokoobtočni reaktivni turboventilatorski motor ameriškega proizvajalca General Electric. Uporablja se na potniških letalih kot so DC-10, A300, A310, A330, Boeing 767 in Boeing 747. Začetki motorja segajo v leto 1965, ko je General Electric razvijal njegovega predhodnika TF39 za vojaško transportno letalo C-5 Galaxy. Motorji so nabrali več kot 325 milijonov delovnih ur. 
Različice motorjev se med seboj razlikujejo po število stopenj kompresorja in turbine. 50000lbf različica CF5-50C ima več potiska kot CF6-6, čeprav uporablja dve stopnji manj pri visokotlačnem kompresorju in eno stopnjo manj pri nizkotlačni turbini. Novejše različice uporabljajo nove materiale, imajo večje vstopne temperature, boljše hlajenje lopatic visokotlačne trubine in posledično manjšo porabo goriva in manj emisij. Ventilator ima 38 širokotetivnih lopatic za čimvečje obtočno razmerje. Izredna trdnost titana je ključnega pomena pri obrabi proti FOD (foreign object damage). Če pa že pride kak delec mimo ventilatorja, naj bi brez poškodb zapustil motor v obtočnem zraku in ne bi prišel v visokotlačni kompresor, kjer so vrtilne hitrosti dosti večje.  Visokotlačni kompresor ima nekaj stopenj statorja z variabilno geometrijo za boljše pospeševanje in preprečevanje vrija na kompresorju. Sorodni motor istega potiska Rolls-Royce RB211, ki ima manj spremenljivih statorjev, vendar pa uporablja za razliko trigredno zasnovo, kar zmanjšuje potrebo po več spremenljivih statorjih. 
CF6 ima obročasto zgorevalno komoro z 30 šobami in dvemi vžigalnimi svečkami. 30 šob je standard pri vseh letalskih CF6 in aeroderivatvnih turbinah. Mogoča je zamenjava zgorevalne komora brez zamenjave šob, kar bistveno prihrani čas. 
Njegov naslednik je General Electric GEnx

## Tehnični podatki (CF6-50):
- Tip: visokoobtočni turbofan
- Dolžina: 183 in (4,65 m)
- Premer: 105 in (2,67 m)
- Teža: 8966 - 9047 lb (4067 kg - 4104 kg)

- Kompresot: 3-stopenjski nizkotlačni (+ventilator), 14-stopenjski visokotlačni
- Zgorevalna komora: obročasta, 30 sob
- Turbina: 2-stopenjska visokotlačna, 4-stopenjska nizkotlačna
- Največji potisk: 5,500 - 61500 lbs (234,1 - 274,23 kN)
- Tlačno razmerje: 4,24 - 4,4
- Razmerje potisk/teža: 5,6:1 - 6:1

Jedro motorja CF6 je tudi osnova za celo vrsto aeroderivativnih plinskih turbin: LM2500,  LM6000, LMS100, PGT25… Aeroderivativni motorji, ki izhahajo iz CF6 imajo lahko eno gred za pogon generatorja plina (gas generator), kot na primer LM2500 in PGT25 ali pa dve gredi kot LM6000 in LMS100. V primerjavi z aeroderivativnimi turbinami ima letalski motor CF6 bistveno večje emisije NOx, ker so tehnični problemi za zmanjševanje emisij pri letalih dosti večji.